# El Guamúchil
El Guamúchil es una ranchería del municipio de Álamos ubicada en el sureste del estado mexicano de Sonora cercana a los límites divisorios con los estados de Chihuahua y Sinaloa. Según los datos del Censo de Población y Vivienda realizado en 2020 por el Instituto Nacional de Estadística y Geografía (INEGI), El Guamúchil tiene un total de 242 habitantes.
Se encuentra a 60.5 km al sureste de la villa de Álamos, cabecera del municipio, y a 432 km al sureste de Hermosillo, la capital estatal.

## Geografía
El Guamúchil se ubica en el sureste del estado de Sonora, en la región sureste del territorio del municipio de Álamos, sobre las coordenadas geográficas 26°47'23" de latitud norte y 108°35'54" de longitud oeste del meridiano de Greenwich, a una altura media de 216 metros sobre el nivel del mar, al sur de su ubicación se encuentra el Cerro el Derrumbadero.

### Clima
En toda la extensión de la localidad de El Guamúchil se extiende la selva baja caducifolia y también la selva media caducifolia. Su precipitación anual es de 800 milímetros de lluvia y esto a la vez hace que sea una de las comunidades más lluviosas del municipio de Álamos y de Sonora.
El Guamúchil se encuentra enclavado en la sierra madre occidental así que llegar a ella es de muy difícil acceso.
Su flora se compone principalmente por amápa mauto, guamúchil, pochote, chalates, anacapules y muchas variedades de árboles tropicales, además este es una de las pocas regiones donde se puede ver de forma muy abundante el jaguar, jahuarundi, boas cosntrictor, ocelote y guacamayas.